# Yttersel

Yttersel är en by som ligger strax öster om Mellansel i Örnsköldsviks kommun i norra Ångermanland. Närmaste större samhälle är Mellansel, som sedan 1892 utgör en station på stambanan genom övre Norrland. På den norra sidan omges byn av skog och berg och på den södra sidan sträcker sig åkrarna fram till Moälven. Byn hör till Anundsjö församling. Den västra grannbyn är Gottne. Längs Moälven mellan Yttersel och Gottne, fast på andra älvstranden, anlades 1759 Mo vattensåg i Söderfors, som senare kom att flyttas till Moforsen och som köptes av Johan Carl Kempe 1836 och senare kom att ingå i familjen Kempes koncern Mo och Domsjö.